# 7790 Miselli
7790 Miselli eller 1995 DK2 är en asteroid i huvudbältet som upptäcktes den 28 februari 1995 av Santa Lucia Stroncone-observatoriet i Stroncone. Den är uppkallad efter den italienska poeten Furio Miselli.
Asteroiden har en diameter på ungefär 8 kilometer och den tillhör asteroidgruppen Nocturna.